# Hello Hemingway
Hello Hemingway é um filme de drama cubano de 1990 dirigido por Fernando Pérez, com roteiro de Mayda Royero.
Foi selecionado como representante de Cuba à edição do Oscar 1991, organizada pela Academia de Artes e Ciências Cinematográficas.[carece de fontes?]

## Elenco
- Laura de la Uz - Larita
- Raúl Paz - Victor
- José Antonio Rodríguez - Tomás
- Herminia Sánchez - Josefa
- Micheline Calvert - Miss Amalia
- Marta del Rio - Martínez
- Wendy Guerra - Estela